# Dichostates corticarius
Dichostates corticarius là một loài bọ cánh cứng trong họ Cerambycidae.